# Pseudo-Plutarco

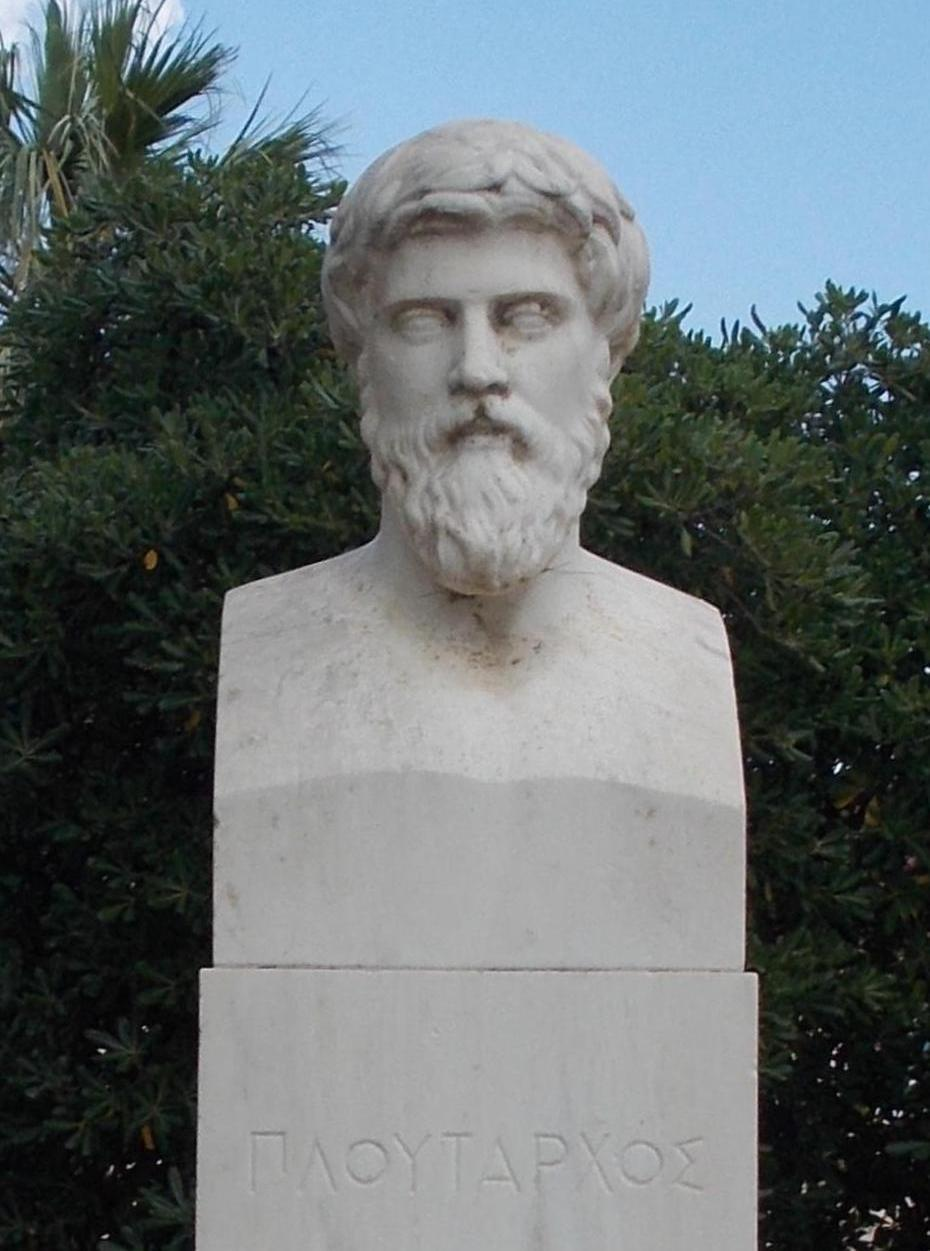
Scultura raffigurante Plutarco

Pseudo-Plutarco è il nome convenzionale dato agli autori di una serie di opere pseudoepigrafe attribuite a Plutarco.

## Opere
Nel cosiddetto corpus dei Moralia di Plutarco sono state tramandate diverse opere, appunto, spurie, sia per stile sia per struttura e argomentazione. 

### Scritti retorici e filosofici
Le più ampie sono di tipo retorico-filosofico. 
In primo luogo, le Vite dei dieci oratori (Vitae Decem Oratorum), una serie di biografie dei dieci oratori attici selezionati nel Canone alessandrino, basate su Cecilio di Calacte e utilizzate anche da Fozio; inoltre, le Dottrine dei filosofi (Placita philosophorum; in greco antico: Περὶ τῶν ἀρεσκόντων φιλοσόφοις φυσικῶν δογμάτων?). Altra opera spuria, ma comunque pregevole, è il trattato Sulla musica. Gli Stromateis (in greco antico: Στρωματεῖς?), fonte importante per la filosofia presocratica, vengono, inoltre, anch'essi erroneamente attribuiti a Plutarco, così come il trattato De liberis educandis.

### Scritti misti
Nettamente inferiori alle opere suddette sono i cosiddetti Parallela Minora, storie spesso inventate dall'anonimo autore, di ambientazione romana e greca; la declamazione Pro Nobilitate; il trattato geografico-erudito Sui fiumi; l'ampia disamina erudito-critica De Homero e, infine, il De unius in re publica dominatione, di autenticità incerta. 

## Datazione
Difficile la datazione di opere che, come altre spurie di autori famosi, non danno appigli cronologici sicuri, se non, forse, lo stile.
L'opera pseudoepigrafa filosofica De fato è una delle poche a offrire una datazione sicura: infatti, essa dovrebbe essere una delle più antiche, del II secolo, rientrante nel medioplatonismo, mentre gli altri risalgono alla tarda antichità (III-IV secolo).
Invece di origine medievale è la famosa Institutio Traiani, citata in latino da Giovanni di Salisbury nel suo Policraticus.